# Wahrscheinlichkeitsraum
Ein Wahrscheinlichkeitsraum, kurz W-Raum, ist ein grundlegender Begriff aus dem mathematischen Teilgebiet der Wahrscheinlichkeitstheorie. Es handelt sich um ein mathematisches Modell zur Beschreibung von Zufallsexperimenten. Hierbei werden die verschiedenen möglichen Ausgänge des Experiments zu einer Menge zusammengefasst. Teilmengen dieser Ergebnismenge können dann unter bestimmten Voraussetzungen Zahlen zwischen 0 und 1 zugeordnet werden, die als Wahrscheinlichkeiten interpretiert werden.
Der Begriff des Wahrscheinlichkeitsraums wurde in den 1930er Jahren durch den russischen Mathematiker Andrei Kolmogorow eingeführt, dem damit die Axiomatisierung der Wahrscheinlichkeitsrechnung gelang (siehe auch: Kolmogorow-Axiome).

## Definition

### Grundidee
Die Grundidee ist folgende: wir wählen eine Grundmenge, zum Beispiel {\displaystyle \Omega =\{1,2,3\}}. Mit Hilfe der Elemente in {\displaystyle \Omega } bilden wir nun eine komplexere Menge {\displaystyle \Sigma }, welche {\displaystyle \Omega } enthält, aber noch weitere Mengen, zum Beispiel {\displaystyle \Sigma =\{\Omega ,\{1,2\},\{3\},\emptyset \}}. Als letztes definieren wir eine Funktion {\displaystyle P}, welche jeder Menge in {\displaystyle \Sigma } eine Wahrscheinlichkeit zuordnet, d. h. {\displaystyle P:\Sigma \to [0,1]}.

### Formale Definition
Ein Wahrscheinlichkeitsraum ist ein Maßraum {\displaystyle (\Omega ,\Sigma ,P)}, dessen Maß {\displaystyle P} ein Wahrscheinlichkeitsmaß ist.
Im Einzelnen bedeutet das:
- {\displaystyle \Omega } ist eine beliebige nichtleere Menge, genannt die Ergebnismenge. Ihre Elemente heißen Ergebnisse.
- {\displaystyle \Sigma } ist eine σ-Algebra über der Grundmenge {\displaystyle \Omega }, also eine Menge bestehend aus Teilmengen von {\displaystyle \Omega }, die {\displaystyle \Omega } enthält und abgeschlossen gegenüber der Bildung von Komplementen und abzählbaren Vereinigungen ist. Die Elemente von {\displaystyle \Sigma } heißen Ereignisse. Die σ-Algebra {\displaystyle \Sigma } selbst wird auch Ereignissystem oder Ereignisalgebra genannt.
- {\displaystyle P\colon \Sigma \to [0,1]} ist ein Wahrscheinlichkeitsmaß, das heißt eine Mengenfunktion, die den Ereignissen Zahlen zuordnet, derart dass {\displaystyle P(\emptyset )=0} ist,  {\displaystyle P(A_{1}\cup A_{2}\cup \ldots )=P(A_{1})+P(A_{2})+\ldots } für paarweise disjunkte (d. h. sich gegenseitig ausschließende) Ereignisse {\displaystyle A_{1},A_{2},\dotsc } gilt (3. Kolmogorow-Axiom) und {\displaystyle P(\Omega )=1} ist (2. Kolmogorow-Axiom).

Der Messraum {\displaystyle (\Omega ,\Sigma )} wird auch Ereignisraum genannt. Ein Wahrscheinlichkeitsraum ist also ein Ereignisraum, auf dem zusätzlich ein Wahrscheinlichkeitsmaß gegeben ist.

### Konkretisierung der Definition und Beispiel

Modellierung eines Glücksrads durch einen Wahrscheinlichkeitsraum: Die Menge der möglichen Ergebnisse ist hier. Allen Teilmengen von werden ihre Wahrscheinlichkeiten als Anteil des Winkels ihres Sektors am Vollkreis des Rades zugeordnet.

Konkret bedeutet die Definition, dass durch dieses Modell Wahrscheinlichkeit als rein axiomatisch begründetes Konstrukt (also nicht empirisch bestimmt, wie von Mises es versuchte, und auch nicht subjektiv empfunden) messbar gemacht wird. Tragend ist hier unter anderem der Gedanke, die Menge aller möglichen Ausgänge des Zufallsexperiments als sich gegenseitig ausschließende Ergebnisse zu konstruieren. Am Beispiel des Glücksrades wird dies deutlich: Beim Drehen kann das Rad nur in einer einzigen Winkelstellung zu einer gedachten Null-Position stehen bleiben. In der Folge kann dem aber auch nur eine einzige der drei aufgemalten Zahlen 1, 2, 3 zugeordnet werden, das Rad kann nicht im Sektor 1 und gleichzeitig im Sektor 2 stehen bleiben. Ein Mechanismus verhindert, dass es genau auf der Grenze der beiden stehen bleibt. Damit ist das gleichzeitige Eintreffen zweier Elementarereignisse ausgeschlossen, sie sind disjunkt.
Der Wahrscheinlichkeitsraum ist hier das Tripel {\displaystyle (\Omega ,\Sigma ,P)} mit der Ergebnismenge {\displaystyle \Omega =\{1,2,3\}}, dem Ereignissystem {\displaystyle \Sigma =\{\emptyset ,\{1\},\{2\},\{3\},\{1,2\},\{1,3\},\{2,3\},\{1,2,3\}\}} und den Zuordnungen {\displaystyle P(\{1\})=P(\{2\})=1/4} und {\displaystyle P(\{3\})=1/2} von Wahrscheinlichkeiten zu den Elementarereignissen {\displaystyle \{1\},\{2\}} und {\displaystyle \{3\}}. Aus der Additivität der Wahrscheinlichkeit für disjunkte Ereignisse ergibt sich beispielsweise
{\displaystyle P(\{2,3\})=P(\{2\}\cup \{3\})=P(\{2\})+P(\{3\})=1/4+1/2=3/4\;.}

## Klassen von Wahrscheinlichkeitsräumen

### Diskrete Wahrscheinlichkeitsräume
Ein Wahrscheinlichkeitsraum heißt ein diskreter Wahrscheinlichkeitsraum, wenn die Ergebnismenge {\displaystyle \Omega } endlich oder abzählbar unendlich ist und die σ-Algebra die Potenzmenge ist, also {\displaystyle \Sigma ={\mathcal {P}}(\Omega )}. Bei manchen Autoren wird bei Einführungen in die Thematik auf die Angabe der σ-Algebra verzichtet und stillschweigend von der Potenzmenge ausgegangen. Dann wird nur das Tupel {\displaystyle (\Omega ,P)} als diskreter Wahrscheinlichkeitsraum bezeichnet.
Etwas allgemeiner wird ein Wahrscheinlichkeitsraum {\displaystyle (\Omega ,\Sigma ,P)} mit beliebiger Grundmenge {\displaystyle \Omega } diskreter Wahrscheinlichkeitsraum genannt, wenn es ein endliches oder abzählbar unendliches Ereignis {\displaystyle T\in \Sigma } mit {\displaystyle P(T)=1} gibt ({\displaystyle T} ist dann ein fast sicheres Ereignis). {\displaystyle P} heißt dann diskretes Wahrscheinlichkeitsmaß und {\displaystyle T} heißt Träger von {\displaystyle P}.

### Endliche Wahrscheinlichkeitsräume
Ein endlicher Wahrscheinlichkeitsraum ist ein Wahrscheinlichkeitsraum, dessen Grundmenge {\displaystyle \Omega } endlich ist und dessen σ-Algebra die Potenzmenge ist. Jeder endliche Wahrscheinlichkeitsraum ist ein diskreter Wahrscheinlichkeitsraum, dementsprechend wird auch hier teils auf die Angabe der σ-Algebra verzichtet.
Ist speziell {\displaystyle \Omega =\{0,1\}}, versehen mit der Bernoulli-Verteilung, also {\displaystyle P(\{0\})=p=1-P(\{1\})}, so spricht man von einem Bernoulli-Raum.

### Symmetrische Wahrscheinlichkeitsräume
Ein symmetrischer Wahrscheinlichkeitsraum, auch Laplacescher Wahrscheinlichkeitsraum oder einfach Laplace-Raum genannt (nach Pierre-Simon Laplace), besteht aus einer endlichen Grundmenge {\displaystyle \Omega =\{\omega _{1},\dots ,\omega _{n}\}}. Als σ-Algebra dient die Potenzmenge {\displaystyle \Sigma ={\mathcal {P}}(\Omega )} und die Wahrscheinlichkeitsverteilung wird durch eine Wahrscheinlichkeitsfunktion definiert als
{\displaystyle P(\{\omega _{i}\})={\frac {1}{n}}}.
Dies entspricht genau der diskreten Gleichverteilung. Symmetrische Wahrscheinlichkeitsräume sind immer endliche und damit auch diskrete Wahrscheinlichkeitsräume. Demnach wird auch hier gelegentlich auf die Angabe der σ-Algebra verzichtet.

### Vollständige Wahrscheinlichkeitsräume
Ein Wahrscheinlichkeitsraum heißt vollständig (oder ein vollständiger Wahrscheinlichkeitsraum), wenn er, aufgefasst als Maßraum, ein vollständiger Maßraum ist. Der Wahrscheinlichkeitsraum  {\displaystyle (\Omega ,\Sigma ,P)} ist vollständig, wenn für jedes Ereignis {\displaystyle A\in \Sigma }, das die Wahrscheinlichkeit Null hat, alle Teilmengen von {\displaystyle A} Ereignisse sind, also in {\displaystyle \Sigma } enthalten sind.

### Atomlose Wahrscheinlichkeitsräume
Ein Ereignis {\displaystyle A\in \Sigma } heißt Atom  des Wahrscheinlichkeitsraums  {\displaystyle (\Omega ,\Sigma ,P)}, falls {\displaystyle P(A)>0} gilt und falls für jedes Ereignis {\displaystyle B\in \Sigma } mit {\displaystyle B\subset A} entweder {\displaystyle P(B)=0} oder {\displaystyle P(A)=P(B)} gilt. Ein Wahrscheinlichkeitsraum heißt atomlos, wenn kein Ereignis ein Atom ist.
Atomlose Wahrscheinlichkeitsräume sind von Interesse, da sie reelle Zufallsvariablen mit stetiger Verteilungsfunktion zulassen. Insbesondere existiert eine Zufallsvariable mit einer stetigen Gleichverteilung auf dem Intervall {\displaystyle (0,1)}.

### Weitere Klassen
Des Weiteren existieren noch
- induzierter Wahrscheinlichkeitsräume (Bildräume einer Zufallsvariable, versehen mit der Verteilung der Zufallsvariable als Wahrscheinlichkeitsmaß)
- Produkträume (siehe Produkt von Wahrscheinlichkeitsräumen)
- Filtrierte Wahrscheinlichkeitsräume: Wahrscheinlichkeitsräume, zusätzlich mit einer Filtrierung versehen.

## Beispiele

### Diskreter Wahrscheinlichkeitsraum
Ein Beispiel eines diskreten Wahrscheinlichkeitsraumes ist
- die Ergebnismenge der natürlichen Zahlen {\displaystyle \mathbb {N} =\{0,1,2,\dots \}}. Dann ist jede natürliche Zahl ein Ergebnis.
- Als Ereignissystem wählt man dann wie immer bei höchstens abzählbar unendlichen Mengen die Potenzmenge {\displaystyle {\mathcal {P}}(\mathbb {N} )}. Dann sind alle Teilmengen der natürlichen Zahlen Ereignisse.
- Als Wahrscheinlichkeitsmaß kann man beispielsweise die Poisson-Verteilung {\displaystyle P_{\lambda }} wählen. Sie weist jeder Menge {\displaystyle \{k\},k\in \mathbb {N} ,} die Wahrscheinlichkeit {\displaystyle P_{\lambda }(\{k\})={\frac {\lambda ^{k}}{k!}}\,\mathrm {e} ^{-\lambda }} für einen positiven Parameter {\displaystyle \lambda } zu.

Dann ist {\displaystyle (\mathbb {N} ,{\mathcal {P}}(\mathbb {N} ),P_{\lambda })} ein diskreter Wahrscheinlichkeitsraum.

### Reeller Wahrscheinlichkeitsraum
Ein Beispiel eines reellen Wahrscheinlichkeitsraumes ist
- die Ergebnismenge der nicht-negativen reellen Zahlen {\displaystyle \Omega =\mathbb {R} _{\geq 0}=[0,\infty )}. Dann ist jede nicht-negative reelle Zahl ein Ergebnis.
- Als Ereignissystem die Borelsche σ-Algebra auf den reellen Zahlen, eingeschränkt auf die nicht-negativen reellen Zahlen {\displaystyle {\mathcal {B}}(\mathbb {R} )\cap [0,\infty )={\mathcal {B}}([0,\infty ))}. Dann sind zum Beispiel alle abgeschlossenen, alle halboffenen und alle offenen Intervalle und deren Vereinigungen, Schnitte und Komplemente Ereignisse.
- Als Wahrscheinlichkeitsmaß zum Beispiel die Exponentialverteilung. Sie weist jeder Menge {\displaystyle A} in der Borelschen σ-Algebra die Wahrscheinlichkeit

{\displaystyle P_{\mathrm {Exp} (\lambda )}(A)=\int _{A}\lambda \exp(-\lambda x)\mathrm {d} x}
für einen Parameter {\displaystyle \lambda >0} zu.
Dann ist {\displaystyle ([0,\infty ),{\mathcal {B}}([0,\infty )),P_{\mathrm {Exp} (\lambda )})} ein Wahrscheinlichkeitsraum.